# Eugrapheus perroti
Eugrapheus perroti är en skalbaggsart som beskrevs av Stefan von Breuning 1957. Eugrapheus perroti ingår i släktet Eugrapheus och familjen långhorningar.
Artens utbredningsområde är Madagaskar. Inga underarter finns listade i Catalogue of Life.